# 言えない 言えない
「言えない 言えない」（いえない いえない）は、日本のヒップホップユニット・Hilcrhymeの通算18枚目のシングル。2015年9月2日にユニバーサルJから発売された。

## 概要
- テレビ東京系アニメ『実は私は』のエンディングテーマとなっており、Hilcrhymeにとっては初のTVアニメの主題歌となった。
- 初回限定盤のみ、『言えない 言えない』のPVを収録したDVDがつく。

## 収録曲
全作詞：TOC
1. 言えない 言えない
（作曲：TOC & DJ KATSU、編曲：DJ KATSU & Shintaro "Growth" Izutsu）　（4：24）
  - テレビ東京系アニメ『実は私は』エンディングテーマ。
  - TOCは詞を書く際、同アニメの主人公、黒峰朝陽の目線を意識したという。
  - Nona* Iwamuraがコーラスとして参加
2. I'm Ready
（作曲：TOC、編曲：TOC, Satoru Kurihara(Jazzin' park) & Singo Kubota(Jazzin' park)）　（3：16）

| スタブアイコン | サブスタブ | この項目は、まだ閲覧者の調べものの参照としては役立たない、シングルに関連した書きかけの項目です。この項目を加筆・訂正などしてくださる協力者を求めています（P:音楽/PJ:楽曲）。 |